# Enkomi (Famagosta)
Enkomi (in greco Έγκωμη?; in turco Tuzla) o Ekgomi, è un villaggio di Cipro. Esso è situato de iure nel distretto di Famagosta e de facto nel distretto di Gazimağusa. È de facto sotto il controllo di Cipro del Nord.  Prima del 1974 il villaggio era abitato prevalentemente da greco-ciprioti. Vicino al villaggio si trova un importante sito dell'Età del Bronzo con una necropoli, probabilmente identificato con Alasiya.
Nel 2011 Enkomi aveva 2 645 abitanti.

## Geografia fisica
Engomi è situato a soli due chilometri a sud-ovest dell'antica città di Salamina e a quattro chilometri a nord-ovest della città di Famagosta, di cui costituisce un sobborgo.

## Origini del nome
Ekgomi deriva dall'espressione "nea komi", che significa "nuovo villaggio" in greco antico. Nel 1975, i turco-ciprioti cambiarono il nome in Tuzla, dal nome del villaggio di origine degli sfollati turco-ciprioti che furono reinsediati lì. Il nome Tuzla significa "salino" e originariamente era il nome di un sobborgo a ovest di Larnaca vicino al lago salato di questa città.

## Monumenti e luoghi di interesse

### Siti archeologici
Nei pressi del villaggio è presente un importante sito archeologico, con tombe dell'età del bronzo.

## Società

### Evoluzione demografica
Nel censimento ottomano del 1831 i cristiani (greco-ciprioti) costituivano gli unici abitanti del villaggio. Durante il periodo britannico, il villaggio fu abitato prevalentemente da greco-ciprioti. La sua popolazione è aumentata costantemente da 210 abitanti nel 1891 a 667 nel 1960.
Tutti gli abitanti del villaggio furono sfollati nel 1974. La maggior parte fuggì tra luglio e agosto di quell'anno dall'avanzata dell'esercito turco verso la parte meridionale dell'isola. Attualmente, come il resto dei greco-ciprioti sfollati, i greco-ciprioti di Ekgomi sono sparsi nel sud dell'isola, soprattutto nelle città. Il numero di greco-ciprioti di Ekgomi sfollati nel 1974 era di circa 830 (822 nel censimento del 1973).
Inizialmente il villaggio era popolato da sfollati turco-ciprioti provenienti dal quartiere di Tuzla, nella città di Larnaca. Nel 1976 e nel 1977, anche alcuni cittadini turchi si stabilirono nel villaggio, principalmente provenienti dalle province di Adana e Trebisonda. La crescita della città di Famagosta negli ultimi dieci anni ha influenzato in modo significativo il villaggio, che è stato sempre più incorporato come sobborgo della città. Di conseguenza, Enkomi ha vissuto un boom edilizio e demografico. Secondo il censimento del 2006, la popolazione del villaggio era di 1 877 abitanti, più del doppio rispetto ai 702 del censimento del 1996.